# Darex
Darex (zkratka pro dárkový export) byla síť prodejen, které fungovaly především jako dárková služba, skrze niž bylo možné za cizí měny zasílat balíčky ze zahraničí do Československa a naopak. Ze zahraničí by poslal člověk československému občanovi částku určenou k nákupu v hotovosti, nebo převedl danou částku na účet Darexu, za který se obdržel balíček, nebo jiné zboží stejné hodnoty.
Balíčky posílané ze zahraničí nejčastěji obsahovaly kávu, čokoládu, cigarety, kakao, 100% tuk, margarín, čaj, nylonky, masové konzervy, cukr či džem.
V obchodech Darex mohli zákazníci také nakupovat zahraniční zboží, především tedy zboží ze západních zemí, výměnou za Darexové poukázky, podobně jako tomu bylo později u Tuzexu. Darexové poukázky se směnovaly pouze za ty cizí měny, o něž měl v danou dobu stát zájem, případně i za zlato.
Činnost Darexu byla ukončena v roce 1953 v souvislosti s měnovou reformou téhož roku. Firma se poté ocitla v likvidaci, jež byla završena v roce 1955.